# クリスティアン・マクーン
クリスティアン・フレデリク・バヨイ・マクーン・レジェス  (Christian Frederick Bayoi Makoun Reyes、2000年3月5日 - )は、ベネズエラ・カラボボ州バレンシア出身のサッカー選手。メジャーリーグサッカー・シャーロットFC所属。ポジションはミッドフィールダー。

## クラブ経歴
2010年にサモラFCのユースチームに入団し、2016年シーズンにトップチームに昇格。翌2017年シーズンにプリメーラ・ディビシオンデビューを果たした。

## 代表経歴
2017年にU-17のベネズエラ代表に招集されたマクーンだったが、同年開催の2017 FIFA U-20ワールドカップのU-20代表にも招集。見事に準決勝メンバーとなった。

## その他
- 父はカメルーン出身で、母はベネズエラ人。